# 佐々木陽丞
佐々木陽丞（ささき ようすけ、1990年12月14日 - ）は、日本のラグビー選手。

## プロフィール
- 秋田県出身。
- 身長182cm、体重92kg
- ポジションはロック(LO)。かつてはナンバーエイト(No8)、フランカー(FL)をやっていた。

## 略歴
2009年、秋田工業高校卒業後、釜石シーウェイブスに加入。なお秋田工業高校時代に全国高校ラグビー大会予選決勝を二回経験するが、いずれも秋田高校や秋田中央高校に敗れ、花園とは無縁だった。
2010年9月12日に行われたトップイーストリーグ第1節のセコムラガッツ戦に先発出場で公式戦初出場を果たした。
2014年、トップリーグの東芝ブレイブルーパスへ2週間国内留学した。さらに第69回国民体育大会（愛称長崎がんばらんば国体）のラグビーフットボール競技成年の部に岩手県成年男子代表で選ばれた。
2018年、釜石シーウェイブスを退団した。